# Hallucigenia

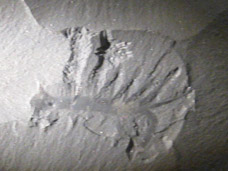
Fosílie Hallucigenie

Hallucigenia je rod živočicha z období kambria. Byla nalezena v Burgesských břidlicích (109 exemplářů) v Britské Kolumbii, dále v Číně a izolované fosílie i na jiných místech světa. Není příbuzná ani podobná žádným dnešním živočichům. Původně ji vědci rekonstruovali vzhůru nohama: končetiny byly považovány za chapadla nebo dokonce hlavy a ostny na hřbetě (sloužící pravděpodobně k obraně) naopak za končetiny. Objevitel živočicha Simon Conway Morris mu dal název podle bizarního vzhledu, jímž připomíná produkt halucinace.

## Popis

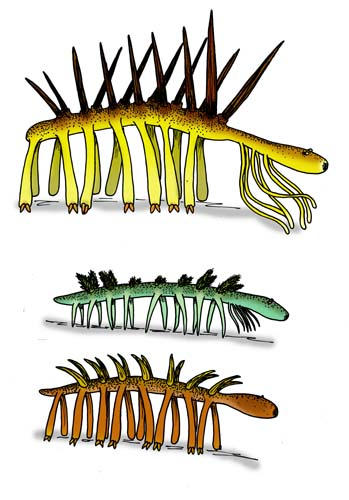
Hallucigenia

Hallucigenia byla dlouhá 0,5–3,5 cm. Měla protáhlé, úzké tělo se sedmi nebo osmi páry nohou. Měla protáhlou hlavu s párem jednoduchých očí a s kruhovitými ústy se zuby.

## Klasifikace
Někteří vědci ji považují za vzdálenou příbuznou drápkovců (s nimi má některé společné znaky) či členovců. Dříve byla řazena, kvůli nejisté taxonomii, do kmene lobopodia. Většina vědců se shoduje, že je členem skupiny Ecdysozoa. Byla popsána v roce 1977.